# Jugendkultur in der DDR
Die Jugendkultur in der DDR war vielfältig. Es gab staatlich geförderte Kulturangebote durch die Freie Deutsche Jugend und verschiedene Subkulturen, die sich der Kontrolle des Staates zu entziehen versuchten.

## Übersicht

### Allgemeines
Die Führung der SED bemühte sich stets besonders um die Jugend, um deren Unterstützung für die neue Gesellschaftsordnung zu gewinnen.
1946 wurde die Freie Deutsche Jugend geschaffen, deren Akzeptanz aber nicht besonders hoch war.

Den DDR-Verantwortlichen gelang es trotz aller Bemühungen nie, die Mehrheit der Jugend in der DDR wirklich für sich zu gewinnen, der Anteil der überzeugten Jugendlichen und der karrierebewusst anpassungsbereiten blieb in allen Zeiten verhältnismäßig niedrig.
Viele Jugendliche protestierten offen oder versteckt gegen den Staat, zahlreiche flohen in den Westen.
Ein Problem waren stets auch die Einflüsse westlicher Kultur und Lebensweise, besonders durch deren Musik und Jugendkulturen, vermittelt vor allem durch Rundfunk und Fernsehen und durch die offene Grenze in Berlin bis 1961. Radiosender wie RIAS Berlin hatten einen größeren Einfluss auf das Weltbild von Jugendlichen und erwachsenen DDR-Bürgern.
Dem wurden durch die SED und FDJ verschiedene Angebote für Jugendliche
entgegengesetzt, besonders durch Jugendgesetze, es gab Förderungsprogramme in Schule, Ausbildung, Sport und Beruf, sowie Freizeitangebote in Jugendklubs mit Musik, Theatergruppen und weiterem. Dieses stand aber stets unter staatlicher Kontrolle und war deshalb für diese nicht besonders attraktiv.

### 1950er Jahre

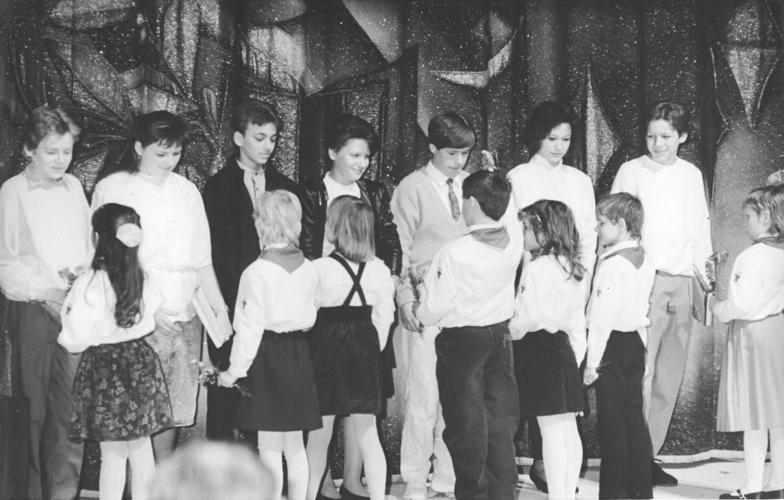
Jugendweihe in Berlin-Lichtenberg 1989

1952 forcierten SED und FDJ ihre Propaganda gegen die evangelische Junge Gemeinde, die sie als Störfaktor bei der Erziehung der Jugend im sozialistischen Sinne empfand, da sie sich nicht kontrollieren ließen. 1953 wurden zahlreiche junge Christen deswegen aus der Oberschule oder Universität ausgeschlossen oder sogar inhaftiert. Nach dem Wechsel zum Neuen Kurs nach Stalins Tod 1953 wurde dies zwar meist wieder rückgängig gemacht, die Zielrichtung blieb aber bestehen. So wurde 1955 die Jugendweihe eingeführt, um die Jugendlichen von der kirchlichen Konfirmation oder Firmung abzuhalten.
Nach den Erfahrungen des 17. Juni 1953 bemühte sich die SED und FDJ verstärkt um eine stärkere Einbeziehung von jungen Menschen in den Aufbau des Sozialismus.
Es wurden Jugendobjekte und Jugendbrigaden geschaffen, in denen sie verantwortliche Aufgaben in im heimischen Betrieben oder auch bei Auslandseinsätzen, wie der Erdgaspipeline Druschba-Trasse übernahmen.
Die grundsätzlichen Probleme blieben aber auch nach dem Mauerbau 1961.

### Umgang mit Musik und Tanzkultur in den 1960er Jahren
Vor dem Aufkommen von „Beatmusik“ in der DDR wurde versucht, eine moderne, aber nicht zu westlich klingende Tanzmusik zu etablieren. In den frühen 1960er Jahren entstanden in der DDR eine Reihe von Instrumentalmusik-Schallplatten mit tanzbarer, aber im Vergleich zur westlichen weniger „wilder“ Musik.
Eine große Rolle spielten hierbei die Rundfunk-Tanzorchester und „Amateurtanzkapellen“. Im Jahre 1959 wurde mit dem Lipsi ein eigener Tanz kreiert, der den westlichen Tänzen (z. B. Rock ’n’ Roll und Twist) Paroli bieten sollte, aber nur mäßig erfolgreich war, ähnlich beim Orion-Modetanz Anfang der 1960er Jahre.
Am 21. September 1963 verabschiedete das SED-Politbüro ein Jugendkommuniqué. Danach sollte das Verhältnis zur Jugend frei sein von „Gängelei, Zeigefingerheben und Administrieren“. 1964 wurde das DDR-Jugendradio DT64 gegründet. 
Walter Ulbrichts Aussage auf dem XI. Plenum des ZK der SED 1965:

„Ist es denn wirklich so, dass wir jeden Dreck, der vom Westen kommt, nu kopieren müssen? Ich denke, Genossen, mit der Monotonie des Je-Je-Je, und wie das alles heißt, ja, sollte man doch Schluss machen.“

In der Folge wurde für einige Jahre die westliche Beatmusik verboten. Im Rundfunk liefen – wenn überhaupt – nur orchestral eingespielte Titel.

### Wandel nach 1971
Nachdem Erich Honecker 1971 Ulbricht abgelöst hatte, entspannte sich die geistige, kulturelle und politische Lage in der DDR zeitweise wieder. Die neue politische Ausrichtung versprach eine gewisse Liberalisierung.
Es gab zunehmende Freiräume in der Musikszene und -Ausbildung für an westlicher Popmusik orientierte Gruppen. Die Aufführungsmöglichkeiten und das Musikprogramm etwa in Studentenclubs waren nach wie vor stark reglementiert.
Bedeutend wurde die Singebewegung.
Erwartungen an Jugendliche und deren Erziehung und Ausbildung wurden 1974 im Jugendgesetz der DDR niedergelegt. Im Rahmen der Einführung des Fachs Wehrerziehung in den DDR-Schulen Ende der 1970er Jahre wurden die Jugendlichen in die Vorbereitungen zum „Schutz des Sozialismus“ einbezogen.

## Offizielle Medien

### Zeitungen und Zeitschriften
Die Tageszeitung Junge Welt war speziell für Jugendliche gestaltet und sollte die SED-Politik in etwas lockerer Form der jüngeren Generation näher bringen. Sie enthielt aber auch viele Kulturbeiträge und Ratgeberartikel.
Auch die Zeitschrift Neues Leben und weitere Publikationen erreichten eine größere Popularität.

### Rundfunk
1964 wurde der Radiosender DT 64 gegründet, der speziell für die Interessen von Jugendlichen ausgerichtet war. Dieser spielte vor allem populäre Unterhaltungsmusik, darunter auch viel von westlichen Bands, die in anderen Radiosendern kaum zu hören waren. Er erreichte eine hohe Popularität, weil er auch einige Freiheiten hatte.

### Fernsehen
Es wurden einige Musiksendungen wie rund oder bong geschaffen, die sich vor allem an ein jüngeres Publikum richtete. Diese waren aber stärker reglementiert als der Radiosender DT 64.